# Ренато Пампаніні
Ренато Пампаніні (італ. Renato Pampanini, 1875—1949) — італійський ботанік і міколог.

## Життя та робота
Пампаніні народився у Вальдобб'ядене, Італія, у 1875 році. 
Навчався в Женевському університеті, потім у Лозанні та Фріборзі. Він захистив дисертацію в Університеті Флорентії.
Окрім власних наукових досліджень, він здійснив численні ботанічні експедиції, зокрема до Киренаїки та інших регіонів Північної Африки, на острови Родос та Додеканес. Він також був одним із перших італійських ботаніків, які звернулися до питань захисту навколишнього середовища.
Пампанін помер у Вітторіо-Венето, Італія, у 1949 році.
На його честь названо гербарій. Він містить понад 5000 зразків. Він розташований у центральному італійському гербарії Музею природної історії Флоренції. Разом з Аугусто Бегіно та Адріано Фьорі Пампаніні редагував та розповсюджував екссикатну колекцію «Флора Італія».

## Праці
- Per la protezione dei monumenti naturali in Italia (1912)
- Gli esponenti più rimarchevoli e più rari della flora toscana nel censimento dei Monumenti naturali d'Italia (1924)
- Repertorium Florae Libicae (1930)
- Prodromo della Flora Cirenaica (1931)
- Flora di Cortina d'Ampezzo (1948)
- Flora del Cadore (опубліковано посмертно в 1958 році)